# John A. Agnew

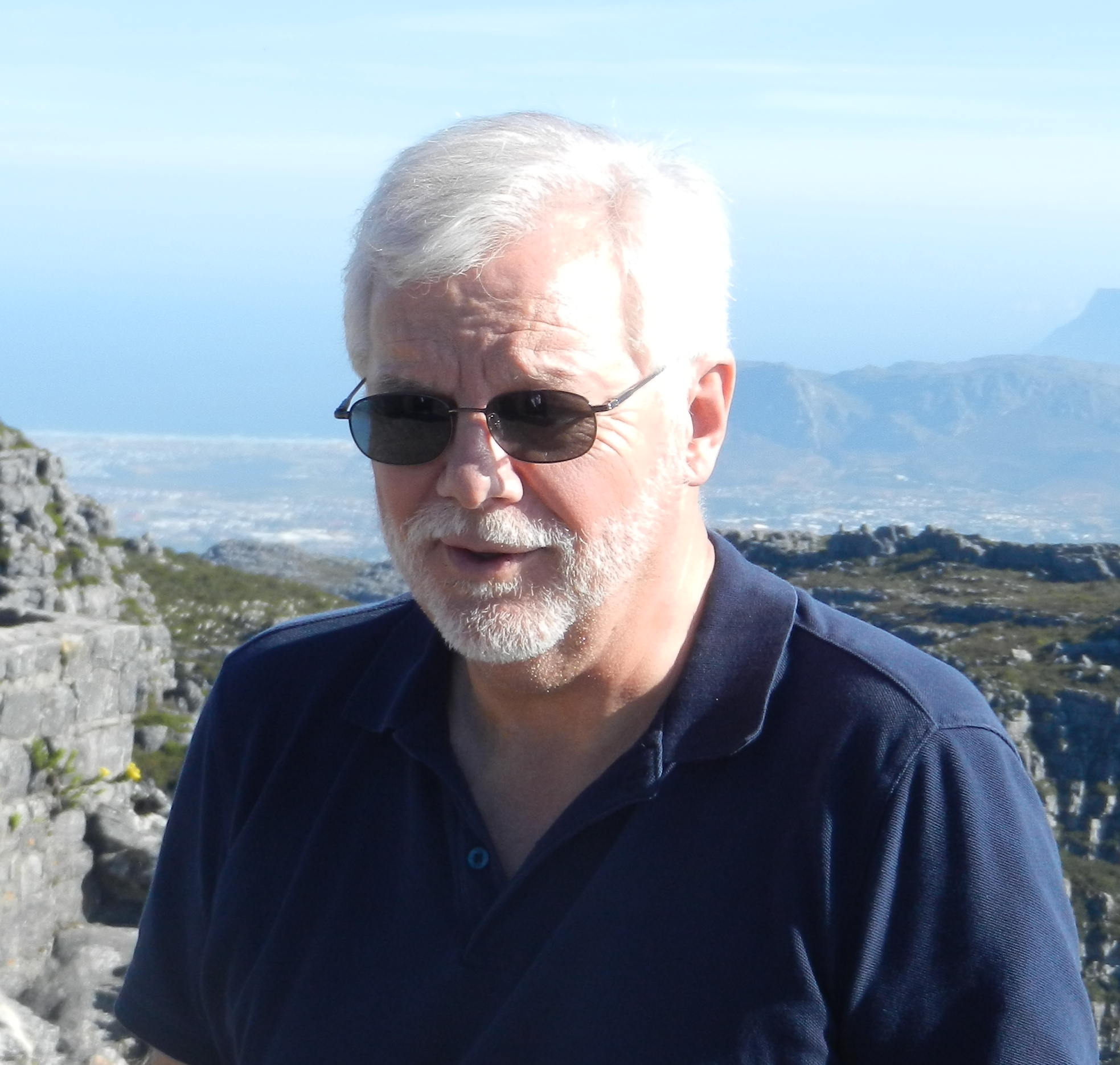
John A. Agnew (2012)

John A. Agnew (* 29. August 1949 in Millom, England)  ist ein britisch-amerikanischer Geograph und Hochschullehrer.

## Leben
Agnew studierte an den Universitäten  Exeter und Liverpool in England sowie der Ohio State University in den USA. Von 1975 bis 1995 war er Professor an der Syracuse University in New York. An der University of California in Los Angeles (UCLA) lehrte Agnew dann über Politische Geographie, Geschichte der Geographie, Städte Europas und den Mittelmeerraum. Von 1998 bis 2002 leitete er den Fachbereich Geographie an der UCLA. Von 2003 bis 2004 war Agnew Inhaber eines Guggenheim-Stipendiums. Derzeit ist er Professor für Geographie an der UCLA.
In der Amtsperiode 2008/2009 war John Agnew außerdem Präsident der American Association of Geographers, der größten Berufsorganisation akademischer Geographen in den USA. 2013 wurde er zum Fellow der American Association for the Advancement of Science gewählt, 2017 zum Corresponding Fellow der British Academy. In demselben Jahr verlieh ihm die Universität Oulu die Ehrendoktorwürde. Für 2019 wurde ihm der Prix Vautrin Lud zugesprochen. 2022 wurde Agnew in die American Academy of Arts and Sciences gewählt. Die American Geographical Society verlieh ihm 2024 die Charles P. Daly Medal.
Am bekanntesten ist Agnew für seine Wiederentdeckung der Geopolitik als wissenschaftliches Forschungsfeld sowie für seine theoretischen und empirischen Darlegungen, wie die Politik eines Landes am besten mit der geographischen Dynamik von „Plätzen“ erklärt werden kann und wie diese sowohl von lokalen wie weit entfernten Gegebenheiten bestimmt wird. Gemeinsam mit David Newman gibt Agnew das Journal Geopolitics heraus.

## Schriften (Auswahl)
- Place and politics. The geographical Mediation of State and Society. Allen & Unwin, Boston 1987, ISBN 0-04-320177-6.
- Mastering space. Hegemony, Territory and International Political Economy. Routledge, London/New York 1995, mit Stuart Corbridge, ISBN 0-415-09433-X.
- Reinventing Geopolitics. Geographies of Modern Statehood. Geographisches Institut der Universität Heidelberg, Heidelberg 2000, ISBN 3-88570-504-4.
- American Space/American Place. Geographies of the Contemporary United States. Routledge, New York 2002, mit Jonathan M. Smith, ISBN 0-415-93531-8.
- Geopolitics. Re-Visioning World Politics. 2. Auflage. Routledge, London/New York 2003, ISBN 0-415-31006-7.
- Hegemony. The New Shape of Global Power. Temple University Press, Philadelphia 2005, ISBN 1-59213-152-2.
- The Geography of the World Economy. 5. Auflage. Hodder Education, London 2008, mit Paul Knox und Linda McCarthy, ISBN 978-0-340-94835-4.
- Globalization and Sovereignty. Rowman & Littlefield Publishers, Lanham 2009, ISBN 978-0-7425-5677-5.